# Behamberg
Behamberg è un comune austriaco di 3 326 abitanti nel distretto di Amstetten, in Bassa Austria; è suddiviso in quattro comuni catastali (Katastralgemeinden): Badhof, Penz, Ramingdorf e Wanzenöd. Altri due comuni catastali, Hinterberg e Münichholz, nel 1938 furono accorpati alla città di Steyr.